# Concistori di papa Clemente III

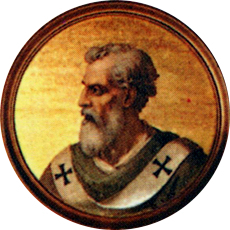
Papa Clemente III

Questa voce raccoglie l'elenco completo dei concistori per la creazione di nuovi cardinali presieduti da papa Clemente III, con l'indicazione di tutti i cardinali creati su cui si hanno informazioni documentarie (30 nuovi cardinali in 3 concistori). I nomi sono posti in ordine di creazione.

## 12 marzo 1188 (I)
- Gérard Mainard, O.Cist., abate di Potigny (Francia); creato cardinale vescovo di Palestrina (morto nel maggio 1188)
- Pietro, creato cardinale presbitero di San Clemente (morto verso ottobre 1188)
- Alessio, suddiacono di Santa Romana Chiesa, legato pontificio in Scozia; creato cardinale presbitero di Santa Susanna (morto nell'aprile 1189)
- Giordano di Ceccano, O.Cist., abate del monastero di Fossanova; creato cardinale presbitero di Santa Pudenziana (morto nel marzo 1206)
- Pietro, creato cardinale presbitero di San Pietro in Vincoli (morto verso luglio 1191)
- Pietro, creato cardinale presbitero di San Lorenzo in Damaso (morto verso luglio 1190)
- Giovanni Malabranca, creato cardinale diacono di San Teodoro (morto verso ottobre 1192)
- Gregorio di San Apostolo, creato cardinale diacono di Santa Maria in Portico Octaviae (morto nel 1202)
- Giovanni Felici, creato cardinale diacono di Sant'Eustachio (morto verso giugno 1194)
- Bernardo, Can.Reg. S. Frediano (Lucca); creato cardinale diacono di Santa Maria Nuova (morto nel 1204)
- Gregorio Crescenzi, creato cardinale diacono di Santa Maria in Aquiro (morto dopo agosto 1226)

## Maggio 1189 (II)
- Giovanni, vescovo di Viterbo e Tuscania; creato cardinale presbitero di San Clemente (morto tra il 1210 e il 1211)
- Alessandro, creato cardinale presbitero dei Santi Silvestro e Martino ai Monti (morto nel 1190)
- Giovanni, creato cardinale diacono dei Santi Sergio e Bacco (morto prima di settembre 1190)

## Settembre 1190 (III)
- Pietro Gallozia, suddiacono di Santa Romana Chiesa, rettore di Campagna; creato cardinale vescovo di Porto e Santa Rufina (morto nel marzo 1211)
- Rufino, vescovo di Rimini; creato cardinale presbitero di Santa Prassede (morto tra luglio 1191 e marzo 1192)
- Rinaldo, O.S.B., creato cardinale presbitero dei Santi Marcellino e Pietro (morto prima di marzo 1191)
- Guy Paré, O.Cist., abate di Citeaux, superiore generale del suo Ordine; creato cardinale presbitero di Santa Maria in Trastevere (morto nel luglio 1206); beato, la sua memoria ricorre il 20 maggio
- Cencio, creato cardinale diacono (diaconia ignota) (morto dopo luglio 1217)
- Ugo, creato cardinale presbitero dei Santi Silvestro e Martino ai Monti (morto nel marzo 1206)
- Giovanni di Salerno, O.S.B.Cas., creato cardinale presbitero di Santo Stefano al Monte Celio (morto dopo aprile 1208)
- Romano, creato cardinale diacono (diaconia ignota) (morto dopo ottobre 1194)
- Egidio di Anagni, creato cardinale diacono di San Nicola in Carcere (morto verso ottobre 1194)
- Gregorio Carelli, creato cardinale diacono di San Giorgio in Velabro (morto nel maggio 1211)
- Lotario dei conti di Segni, creato cardinale diacono dei Santi Sergio e Bacco; poi eletto Papa Innocenzo III l'8 gennaio 1198 (morto nel luglio 1216)
- Gregorio, creato cardinale diacono di Sant'Angelo in Pescheria (morto verso luglio 1202)
- Niccolò, creato cardinale diacono (diaconia non assegnata) (morto dopo agosto 1200)
- Guido de Papa, creato cardinale diacono (diaconia non assegnata) (morto nell'agosto 1221)
- Giovanni Barrata, creato cardinale diacono (diaconia ignota) (morto nel 1191)
- Niccolò, creato cardinale diacono (diaconia non assegnata) (morto dopo aprile 1200)

## Fonti
- (EN) Current and historical information about the Bishops and Dioceses of the Catholic Hierarchy around the world, su catholic-hierarchy.org.
- (EN) Salvador Miranda, Clement III, su fiu.edu – The Cardinals of the Holy Roman Church, Florida International University. URL consultato il 27 luglio 2015.